# Omacetaxina
La omacetaxina, comercializada bajo la marca Synribo, es un medicamento utilizado para tratar la leucemia mieloide crónica  .   Se utiliza en casos en los que otros medicamentos no han funcionado .  Se administra mediante inyección subcutánea .
Entre los efectos secundarios más comunes se incluyen: plaquetas bajas, glóbulos rojos bajos, glóbulos blancos bajos, fiebre, diarrea, náuseas y dolor  .  Otros efectos secundarios pueden ser hemorragias e infecciones . Su uso durante el embarazo puede dañar al bebé . Es un inhibidor de la síntesis de proteínas .
La omacetaxina fue aprobada para uso médico en los Estados Unidos en 2012 . No está aprobada en Europa .  En los Estados Unidos cuesta alrededor de 1.200 dólares estadounidenses por 3,5 mg a partir de 2021 .